# New Plymouth District
Der New Plymouth District ist eine zur Region Taranaki gehörende Verwaltungseinheit in Neuseeland. Der Rat des Distrikts, New Plymouth District Council (Distriktrat) genannt, hat seinen Sitz in der Stadt New Plymouth, ebenso wie die Verwaltung des Distrikts.

## Geographie

### Geographische Lage
Der Distrikt stellt mit 2205 km² reiner Landfläche den zweitgrößten Distrikt in der Region Taranaki dar. Mit 74.184 im Jahr 2013 gezählten Einwohnern kommt der Distrikt auf eine Bevölkerungsdichte von 33,6 Einwohner pro km² und ist damit der Distrikt mit der höchsten Bevölkerungsdichte der Region.
Der New Plymouth District ist der nördlichste Distrikt der Region, dessen nördliche Küste zur Tasmansee hin liegt. Im Nordosten grenzt der Distrikt an den Waitomo District an, der bereits zur Region Waikato gehört. Die südwestliche Distriktgrenze stößt an den South Taranaki District an. Im Süden und Südosten liegt der Stratford District und im Osten bildet der New Plymouth District eine kleine gemeinsame Grenze mit dem Ruapehu District, der zur Region Manawatu-Wanganui gezählt wird.
Zum Distrikt gehört die Nordflanke des 2518 m hohen Mount Taranaki mit dem nördlichen Teil des Egmont National Parks und fünf Conservation Areas (schützenswerte Gebiete). Die größte Stadt des Distrikts ist mit Abstand New Plymouth, gefolgt von Waitara mit rund 6500 Einwohnern.

### Klima
Der Distrikt steht unter dem Einfluss westlicher Winde, die von der Tasmansee her kommen. Die Sommer sind gemäßigt warm und die Winter mild. Die mittleren Sommerhöchsttemperaturen liegen zwischen 20° C und 23° C im Sommer und 4° C bis 7° C im Winter und die Niederschläge zwischen 1500 und über 2000 mm über das Jahr verteilt. Die Sonnenscheindauer beläuft sich über 2000 bis 2100 Stunden pro Jahr.

## Geschichte
Folgenden Māori-Stämme besiedelten die Gegend des heutigen Distrikts Ngāti Tama, Ngāti Mutunga, Te Atiawa, Ngāti Maru und Taranaki. Sie alle zählen zu den Taranaki-Iwis. Ein weiterer Stamm, der im Distrikt präsent ist, ist der Ngāti Maniapoto, der eigentlich den Stämmen Waikatos zugeordnet werden kann.
Die ersten europäischen Siedler kamen 1840. Anfangs war es für die Siedler einfach, Land zu erwerben, doch die vermehrte Nachfrage nach neuem Land führte zum Konflikten mit den Māori, die nicht bereit waren ihr Land zu verkaufen und deshalb enteignet wurden. Dieser Konflikt war dann auch der Auslöser für zwei der Neuseelandkriege in Taranaki, die zehn Jahre andauerten und zu großen Verlusten auf Seiten der Māori führte, da sie den britischen Soldaten militärisch weit unterlegen waren.

## Bevölkerung

### Bevölkerungsentwicklung
Von den 74.184 Einwohnern des Distrikts waren 2013 11.082 Einwohner Māori-stämmig (14,9 %). Damit lebten 1,9 % der Māori-Bevölkerung des Landes im New Plymouth District. Das durchschnittliche Einkommen in der Bevölkerung lag 2013 bei 29.100 NZ$ gegenüber 28.500 NZ$ im Landesdurchschnitt.

### Herkunft und Sprachen
Die Frage nach der Zugehörigkeit einer ethnischen Gruppe beantworteten in der Volkszählung 2013 86,7 % mit Europäer zu sein, 15,7 % gaben an, Māori-Wurzeln zu haben, 1,8 % kamen von den Inseln des pazifischen Raums und 4,0 % stammten aus Asien (Mehrfachnennungen waren möglich). 15,0 % der Bevölkerung gab an in Übersee geboren zu sein und 3,3 % der Bevölkerung sprachen Māori, bei den Māori 17,3 %.

## Politik

### Verwaltung
Der New Plymouth District ist seinerseits noch einmal in vier Wards eingeteilt, dem New Plymouth City Ward mit sechs Councillors (Ratsmitgliedern), dem New Plymouth Ward mit vier und den North Ward und South-West Ward mit jeweils zwei Councillors. Zusammen mit dem Mayor (Bürgermeister) bilden sie den District Council (Distriktsrat). Der Bürgermeister und die 14 Ratsmitglieder werden alle drei Jahre neu gewählt.

### Städtepartnerschaften
Der New Plymouth District unterhält zwei Städtepartnerschaften:
- Mishima, Japan (seit 29. April 1991)
- Kunming, China (11. August 2003)

## Wirtschaft
Vor der Küste des Distrikts befinden sich einige der größten Öl- bzw. Gasvorkommen Neuseelands. Firmen der Petrochemie befinden sich vor allem in der Stadt New Plymouth. Andere Teile des Distrikts leben vor allem von der Landwirtschaft, in der die Milchproduktion und Milchverarbeitung eine wichtige Rolle spielt.
Ein weiterer Wirtschaftszweig des Distrikts stellt der Tourismus dar. Vor allem im südwestlichen Teil des Distrikts bietet die Küste Surfern ideale Bedingungen für ihren Sport. Deshalb bekam dort der State Highway 45, der an der Küste verläuft auch den Beinamen „Surf Highway“. Für Erholungssuchende und Wanderer bietet der Egmont National Park gute Bedingungen.

## Infrastruktur

### Verkehr
Verkehrstechnisch angebunden ist der New Plymouth District durch den New Zealand State Highway 3, der den Distrikt von Norden kommend zuerst entlang der Küste und dann von New Plymouth aus in südlicher Richtung durchquert. Der State Highway 3A ist als eine Abkürzung in Richtung Stratford gedacht und der State Highway 45 führt von New Plymouth zuerst nach Südwesten und dann in einem Schwenk nach Osten in Richtung Hawera, wo der Highway dann endet.